# Dicranomyia (Dicranomyia) loveridgeana
Dicranomyia (Dicranomyia) loveridgeana is een tweevleugelige uit de familie steltmuggen (Limoniidae). De soort komt voor in het Afrotropisch gebied.